# Akbar DePriest
Akbar DePriest, geboren als Robert DePriest Brooks (Imperial (Californië), 16 mei 1930 – Portland (Oregon), 2 mei 2007), was een Amerikaanse jazzdrummer.

## Biografie
DePriest groeide op in Californië en werkte vanaf 1955 als muzikant met o.a. Big Maybelle, George Estridge en in Chicago met Eddie Harris. Drie jaar lang trad hij op met Sarah McLawler en Richard Otto in New York, nam hij op met John Coltrane en toerde daarna met Gene Ammons. Daarna speelde hij in Denver met Joe Keel, Dee Minor en Milt Cannon. Rahsaan Roland Kirk, met wie hij ook optrad, doopte hem op zijn artiestennaam.
In 1971 ging hij naar Kopenhagen, waar hij werkte met Dexter Gordon, Kenny Drew jr., Niels-Henning Ørsted Pedersen, Johnny Griffin, Ben Webster, Charlie Mariano, Richard Boone, Abdullah Ibrahim en Don Cherry. Na zijn terugkeer naar Denver formeerde hij met Blue Mitchell, Dianne Reeves, Joe Keel en Dee Minor de Drummers Supper Club. In 1985 voegde hij zich bij de band van Charles Lewis in Scottsdale (Arizona).
In 1987 verhuisde hij naar Portland, waar hij het The DePriest Project oprichtte. In het opvolgende jaar trad hij op in het Portland Art Museum met een uit Thara Memory, Gordon Lee en Phil Baker bestaande band. Daarop formeerde hij met Janice Scroggins, Bobby Bryant jr., Tim Gilson en Leslie Henderson het Akbar Priest Quartet en werkte hij in het Warm Springs Indian Reservation met de Indiaanse saxofonist Jim Pepper en Phil Sparks en Mal Waldron. In 1991 startte hij de reeks van de DePriest Family Jazz-concerten. DePriest werkte ook als muziekpedagoog.

## Overlijden
Akbar DePriest overleed in mei 2007 op bijna 77-jarige leeftijd aan de gevolgen van leverkanker.

## Discografie
- 1996: Central Avenue: Roots met Thara Memory, Janice Scroggins, Bennie Maupin
- 1997: Live! On the Willamette met Jay Collins, Brad Herrett, Hadley Caliman
- 2000: The DePriest Project: Inclusion

- Library of Congress Control Number: n2009040864
- MusicBrainz: 679e1cdb-6639-4f99-9e4e-323596b5893b
- Virtual International Authority File: 91027255
- WorldCat: E39PBJj4vhbWbFCgDvhJPxtR8C